# Hypericum teretiusculum
Hypericum teretiusculum är en johannesörtsväxtart som beskrevs av Augustin François César Prouvençal de Saint-Hilaire.
Hypericum teretiusculum ingår i släktet johannesörter och familjen johannesörtsväxter. Inga underarter finns listade i Catalogue of Life.